# Tephronia sepium
Tephronia sepium är en fjärilsart som beskrevs av Bytinsky-salz 1937. Tephronia sepium ingår i släktet Tephronia och familjen mätare. Inga underarter finns listade i Catalogue of Life.